# Lobsang Palden
Lobsang Palden (tibétain : བློ་བཟང་དཔལ་ལྡན, Wylie : blo bzang dpal ldan) aussi appelé Tawo Lobsang Palden (tibétain : རྟའུ་བློ་བཟང་དཔལ་ལྡན, Wylie : rta'u blo bzang dpal ldan) (né en 1951 à Kham au Tibet et mort le 4 février 2019 en Allemagne) est un célèbre chanteur tibétain connu pour sa chanson tibétaine populaire décrivant la communication entre le pachen-lama et le dalaï-lama exilé dans l'album Trinkhor. 

## Biographie
Tawo Lobsang Palden est né en 1951 dans le Tawo-Kham, au Tibet. Lors du soulèvement tibétain de 1959, il s'enfuit du Tibet avec ses parents. Il fréquente l'école St. Augustine à Kalimpong pendant deux ans, puis  rejoint l'école tibétaine des réfugiés à Simla. En 1963, à l'âge de 12 ans, il quitte l'Inde pour l'Allemagne avec d'autres enfants tibétains. 
En Allemagne, il étudie la médecine à l'université de Heidelberg. En 1979, il termine ses études et travaille comme médecin en médecine interne dans différents hôpitaux. 
En 1983, il rejoint l'hôpital public de Lüdenscheid, affilié à l'université de Bonn, en tant que médecin principal. 
Il est un des membres fondateurs de Tibet Initiative Deutschland initié en 1989.
En 1995, il lance le projet Tadra au Tibet avec son épouse et des amis. Ils construisent deux villages d'enfants pour orphelins au Kham et en Amdo.
Son enfance a été très influencée par la musique nomade du Kham. Il apprend ses premières chansons de ses parents, tous deux originaires de Kham-Tawo. Pendant ses études en Allemagne, il apprend le violon classique pendant 6 ans et la guitare, ainsi que le Dranyen et la flûte tibétaine. Mais il se passionne surtout pour l'écriture et le chant, écrivant plus de 40 chansons, dont certains sont des tubes. 
Son premier album, Trinkhor, sorti en 1985, introduit une fusion de la musique tibétaine traditionnelle et occidentale, devenant un succès immédiat pour les Tibétains, tant à l'intérieur qu'à l'extérieur du Tibet. 
En 2012, son groupe a été "interdit" de se produire au One World Concert à l'Université de Syracuse en Amérique, où le dalaï-lama était invité. 
Lobsang Palden est l'un des premiers candidats à l'Élection du Premier ministre tibétain de 2011. 
Marié à Choeni Lhamo depuis 1973, il vivait à Lüdenscheid avec son épouse et ses trois enfants, deux filles, Serlha Tawo et Yulha Tawo et un fils, Riga Tawo, tous trois membres de son groupe.